# Гърнчище
Гърнчище (на македонска литературна норма: Грнчиште) е село в централната част на Северна Македония, община Градско.

## География
Селото е разположено в областта Клепа, северозападно от общинския център Градско.

## История
В XIX век Гърнчище е българо-турско село във Велешка кааза, нахия Клепа на Османската империя. В „Етнография на вилаетите Адрианопол, Монастир и Салоника“, издадена в Константинопол в 1878 година и отразяваща статистиката на населението от 1873 година Грънчища (Grantchichta) е посочено като село с 65 домакинства и 80 жители мюсюлмани и 198 българи.
Според статистиката на Васил Кънчов („Македония. Етнография и статистика“) от 1900 година Гърнчища има 680 жители, от които 400 българи християни и 280 турци.
В началото на XX век жителите на селото са под върховенството на Българската екзархия. По данни на секретаря на екзархията Димитър Мишев („La Macédoine et sa Population Chrétienne“) през 1905 година в Гринчища (Grintchichta) има 424 българи екзархисти и в него работи българско училище.
През учебната 1912/1913 година учител в селото е Райна Хаджинаумова.
След Междусъюзническата война в 1913 година селото попада в Сърбия.
На етническата си карта от 1927 година Леонард Шулце Йена показва Гърнчища (Grnčišta) като смесено българско християнско и българо-мохамеданско (помашко) село.
Селската църква „Свети Василий“ е в руини.

## Личности
Родени в Гърнчище
- Милан Митрев, български революционер от ВМОРО, четник на Лазар Плавев и Стефан Димитров[8]